# 蒲江翔南学園
蒲江翔南学園（かまえしょうなんがくえん）は、大分県佐伯市蒲江にある施設一体型の小中一貫校である。

## 概要
2017年（平成29年）4月に開校した佐伯市初の小中一貫校であり、佐伯市立蒲江翔南中学校及び佐伯市立蒲江翔南小学校から成る。

## 沿革
2002年（平成14年）4月1日に、旧蒲江町にある以下の4中学校を統合して、蒲江町立蒲江翔南中学校が開校。2005年（平成14年）3月3日に旧佐伯市、蒲江町等が新設合併により佐伯市となったことに伴い佐伯市立蒲江翔南中学校に改称した。
- 蒲江町立名護屋中学校
- 蒲江町立蒲江中学校
- 蒲江町立上入津中学校
- 蒲江町立下入津中学校

2017年（平成29年）4月1日に、旧蒲江町にある以下の6小学校・1分校を統合して、佐伯市立蒲江翔南小学校が開校。同時に、蒲江翔南中学校及び蒲江翔南小学校から成る小中一貫校の蒲江翔南学園が発足した。
- 佐伯市立名護屋小学校
- 佐伯市立名護屋小学校森崎分校
- 佐伯市立蒲江小学校
- 佐伯市立河内小学校
- 佐伯市立西浦小学校
- 佐伯市立楠本小学校
- 佐伯市立上入津小学校

## 施設
蒲江翔南小学校の併設にあたって、従来の蒲江翔南中学校の校地内に、職員室、図書室、音楽室等が入る管理・特別教室棟、1-6年生の普通教室棟、体育館、プールを新たに建設している。

## 校歌
- 作詞 - 島田陽子
- 作曲 - 岩河三郎
- 蒲江翔南中学校の校歌[4]を引き続き使用している[5]。

## 通学区域
- 佐伯市
  - 旧蒲江町全域

児童・生徒の通学のために5台のスクールバスを運行している。